# Equazione del trasporto
In matematica, l'equazione del trasporto è un'equazione differenziale alle derivate parziali del primo ordine, utilizzata in particolare per descrivere i fenomeni di trasporto, come la trasmissione del calore o lo scambio di materia.

## Formulazione
L'equazione del trasporto è un'equazione differenziale alle derivate parziali lineare, che, nel caso di coefficienti costanti, assume la forma:
{\displaystyle {\frac {\partial {u}}{\partial t}}+\mathbf {b} \cdot \nabla u=f}
dove {\displaystyle \nabla } è il gradiente e
{\displaystyle u(\mathbf {x} ,t):\mathbb {R} ^{n}\times [0,+\infty )\rightarrow \mathbb {R} }
è la funzione incognita nelle variabili posizione {\displaystyle \mathbf {x} \in \mathbb {R} ^{n}} e tempo {\displaystyle t\in \mathbb {R} }, mentre {\displaystyle \mathbf {b} \in \mathbb {R} ^{n}} ed {\displaystyle f} è il termine sorgente, che condivide con {\displaystyle u} dominio e codominio.

## Soluzione per l'equazione omogenea
L'equazione del trasporto omogenea ha la forma:
{\displaystyle {\frac {\partial {u}}{\partial t}}+\mathbf {b} \cdot \nabla u=0}
L'equazione esprime il fatto che esiste una derivata direzionale di {\displaystyle u} nulla, ovvero in tutto lo spazio-tempo la funzione incognita è sempre costante in una certa direzione.
Si consideri il generico punto {\displaystyle (\mathbf {x} ,t)\in \mathbb {R} ^{n}\times [0,+\infty )} e si definisca la funzione:
{\displaystyle z(s)=u(\mathbf {x} +s\mathbf {b} ,t+s)}
con {\displaystyle s} reale.
Il differenziale di tale funzione è:
{\displaystyle dz=\sum _{i}^{n}{\frac {\partial z}{\partial x_{i}}}dx_{i}(s)+{\frac {\partial z}{\partial t}}dt(s)=\nabla z\cdot d\mathbf {x} (s)+{\frac {\partial z}{\partial t}}dt(s)}
Essendo:
{\displaystyle {\frac {d\mathbf {x} (s)}{ds}}=\mathbf {b} \qquad {\frac {dt(s)}{ds}}=1}
la derivata totale rispetto a {\displaystyle s} è:
{\displaystyle {\frac {dz}{ds}}={\frac {\partial z}{\partial t}}+\mathbf {b} \cdot \nabla z=0}
L'annullarsi è dovuto alla linearità dell'equazione omogenea, e quindi {\displaystyle z} è una funzione costante nella variabile {\displaystyle s}. Questo significa che {\displaystyle u} è una funzione costante in ogni punto {\displaystyle (x,t)} nella direzione {\displaystyle (\mathbf {b} ,1)}: tale direzione è una retta se {\displaystyle \mathbf {b} } è costante, ed è parametrizzata da {\displaystyle (\mathbf {x} +s\mathbf {b} ,t+s)}. Conoscendo il valore di {\displaystyle u} lungo tale direzione, in particolare, si conosce il valore di {\displaystyle u} in tutto il dominio.
Si ponga come condizione al contorno che nel punto {\displaystyle t=0} si abbia {\displaystyle u=g}, con {\displaystyle g} nota.
La direzione di {\displaystyle u} interseca il piano {\displaystyle \mathbb {R} ^{n}\times [t=0]} quando {\displaystyle s=-t}, e quindi:
{\displaystyle u(\mathbf {x} -t\mathbf {b} ,0)=g(\mathbf {x} -t\mathbf {b} )}
da cui segue che:
{\displaystyle u(\mathbf {x} ,t)=g(\mathbf {x} -t\mathbf {b} )}
Se {\displaystyle g} è una funzione differenziabile, la soluzione è in senso classico.

## Soluzione per l'equazione non omogenea
Il termine sorgente è detto anche forzante, mentre la condizione iniziale impone che nel punto {\displaystyle t=0} si abbia {\displaystyle u=g}. Questi assunti costituiscono i dati del problema, che per essere ben posto richiede che la soluzione sia unica e dipendente con continuità da tali dati.
Si ponga, come nel caso della soluzione per l'equazione omogenea:
{\displaystyle z(s)=u(\mathbf {x} +s\mathbf {b} ,t+s)}
Si ha:
{\displaystyle {\frac {dz}{ds}}={\frac {\partial z}{\partial t}}+\mathbf {b} \cdot \nabla z=f(\mathbf {x} +s\mathbf {b} ,t+s)}
Dal momento che:
{\displaystyle u(\mathbf {x} ,t)=z[s=0]\qquad g(\mathbf {x} -\mathbf {b} t)=z[s=-t]}
si ottiene:
{\displaystyle \int _{-t}^{0}{\frac {dz(s)}{ds}}ds=z[s=0]-z[s=-t]=u(\mathbf {x} ,t)-g(\mathbf {x} -\mathbf {b} t)=\int _{-t}^{0}f(\mathbf {x} +s\mathbf {b} ,t+s)ds=\int _{0}^{t}f(\mathbf {x} +(s-t)\mathbf {b} ,s)ds}
e quindi, considerando il terzo ed il quinto termine:
{\displaystyle u(\mathbf {x} ,t)=g(\mathbf {x} -\mathbf {b} t)+\int _{0}^{t}f(\mathbf {x} +(s-t)\mathbf {b} ,s)ds}
La procedura utilizzata, che permette di convertire l'equazione alle derivate parziali in un'equazione differenziale ordinaria, è un caso particolare del metodo delle caratteristiche.